# Claoxylon bicarpellatum
Claoxylon bicarpellatum är en törelväxtart som beskrevs av Karl Moritz Schumann och Carl Karl Adolf Georg Lauterbach. Claoxylon bicarpellatum ingår i släktet Claoxylon och familjen törelväxter. Inga underarter finns listade i Catalogue of Life.